# Локсли (Алабама)
Локсли (енгл. Loxley) град је у америчкој савезној држави Алабама. По попису становништва из 2010. у њему је живело 1.632 становника.

## Демографија
Према попису становништва из 2010. у граду је живело 1.632 становника, што је 284 (21,1%) становника више него 2000. године.
| Група             | 2000.         | 2010.         |
| Белци             | 1.205 (89,4%) | 1.361 (83,4%) |
| Афроамериканци    | 72 (5,3%)     | 154 (9,4%)    |
| Азијати           | 7 (0,5%)      | 9 (0,6%)      |
| Хиспаноамериканци | 39 (2,9%)     | 83 (5,1%)     |
| Укупно            | 1.348         | 1.632         |